# Take Care
Take Care – drugi album studyjny kanadyjskiego rapera Drake’a, wydany 15 listopada 2011 roku nakładem wytwórni Young Money Entertainment I Cash Money Records. Płyta zadebiutowała na 1. miejscu listy Billboard 200, rozchodząc się w 631 000 kopii w pierwszym tygodniu. Otrzymała pozytywne recenzje od krytyków muzycznych (m.in. 78 punktów na 100 na stronie Metacritic). Drake otrzymał za krążek w roku 2013 statuetkę Grammy za Najlepszy Album Rap/Hip-Hop.

## Recenzje
Płyta znalazła się na 8. miejscu najlepszych płyt roku według Pitchforka i 22. według magazynu Rolling Stone.

## Lista utworów
1. „Over My Dead Body” – 4:33
2. „Shot For Me” – 3:45
3. „Headlines” – 3:56
4. „Crew Love” (gośc. The Weeknd) – 3:29
5. „Take Care” (gośc. Rihanna) – 4:37
6. „Marvins Room” – 5:47
7. „Buried Alive Interlude” (gośc. Kendrick Lamar) – 2:31
8. „Under Ground Kings” – 3:33
9. „We’ll Be Fine” – 4:08
10. „Make Me Proud” (gośc. Nicki Minaj) – 3:40
11. „Lord Knows” (gośc. Rick Ross) – 5:08
12. „Cameras / Good Ones Go Interlude” – 7:15
13. „Doing it Wrong” (gośc. Stevie Wonder) – 4:25
14. „The Real Her” (gośc. Lil Wayne & Andre 3000) – 5:21
15. „Look What You’ve Done” – 3:27
16. „HYFR (Hell Ya Fucking Right)” (gośc. Lil Wayne) – 5:02
17. „Practice” – 3:58
18. „The Ride” – 5:51

### iTunes Bonus Tracks
1. „The Motto” (gośc. Lil Wayne) – 3:01
2. „Hate Sleeping Alone” – 3:33

## Certyfikaty i sprzedaż
| Kraj                     | Certyfikat         | Sprzedaż   |
| ------------------------ | ------------------ | ---------- |
| Kanada (MC)              | 4x platynowa płyta | 320 000+   |
| Stany Zjednoczone (RIAA) | 8x platynowa płyta | 8 000 000+ |
| Wielka Brytania (BPI)    | 2x platynowa płyta | 600 000+   |